# Liste der Baudenkmäler in Waldkraiburg

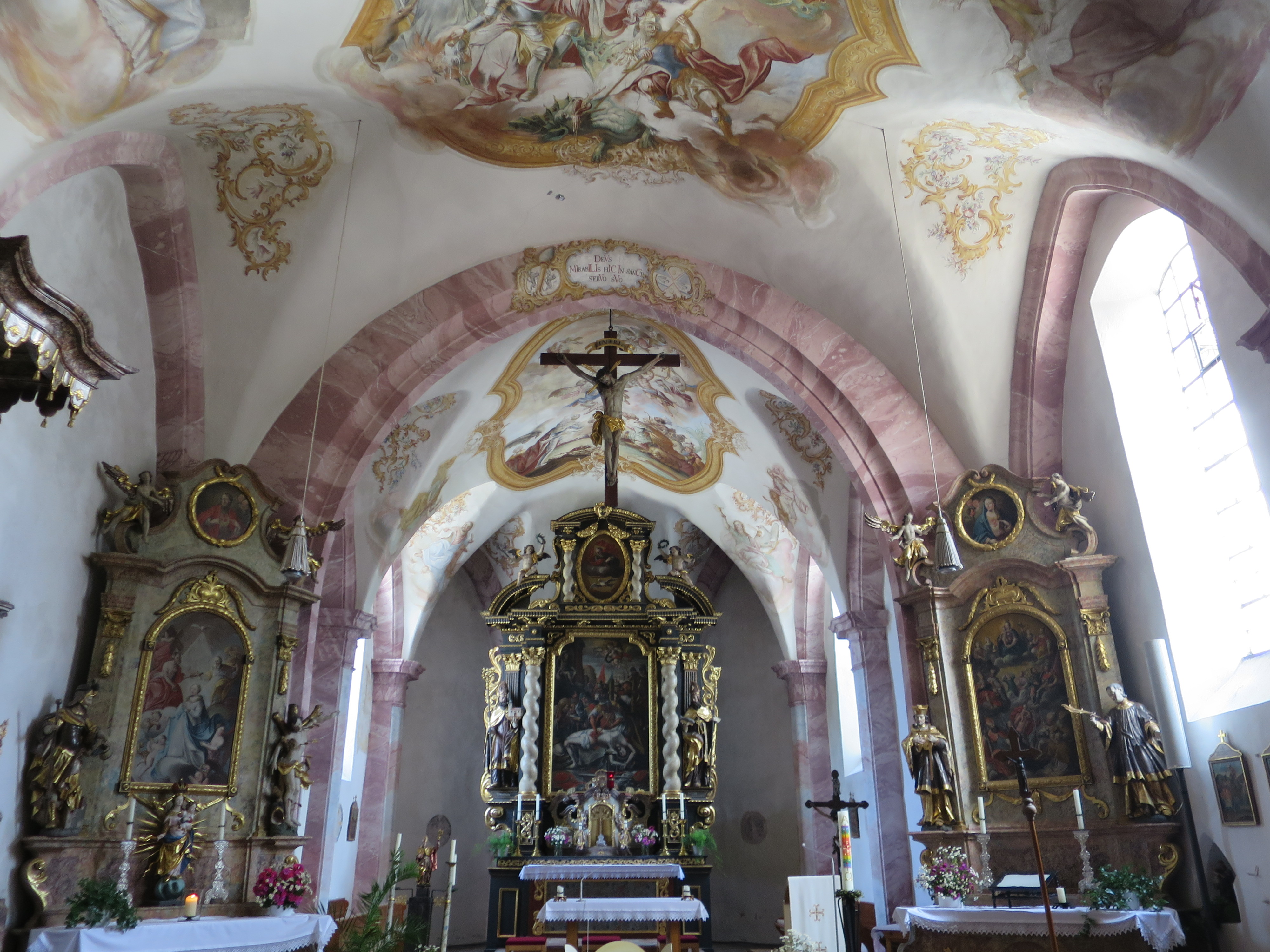
Innenraum von St. Erasmus in Sankt Erasmus

Auf dieser Seite sind die Baudenkmäler in der oberbayerischen Stadt Waldkraiburg zusammengestellt. Diese Tabelle ist eine Teilliste der Liste der Baudenkmäler in Bayern. Grundlage ist die Bayerische Denkmalliste, die auf Basis des Bayerischen Denkmalschutzgesetzes vom 1. Oktober 1973 erstmals erstellt wurde und seither durch das Bayerische Landesamt für Denkmalpflege geführt wird. Die folgenden Angaben ersetzen nicht die rechtsverbindliche Auskunft der Denkmalschutzbehörde.

## Baudenkmäler nach Ortsteilen

### Waldkraiburg
| Lage                             | Objekt                             | Beschreibung | Akten-Nr.     | Bild                               |
| -------------------------------- | ---------------------------------- | --- | ------------- | ---------------------------------- |
| Karlsbader Straße 1 (Standort)   | Kath. Stadtpfarrkirche Christkönig | Oktogon aus Sichtziegelmauerwerk mit flacher Betongitterkuppel auf acht Betonstützen, mit Unterkirche, baulich angeschlossen Sakristei und Gemeindesaal, eingeschossiger Flachdachbau, freistehender skulpturaler Beton-Campanile, gegenüber gestalteter Betonmauerzug, von Franz Xaver Gärtner, 1962–64; mit Ausstattung. | D-1-83-148-29 | Kath. Stadtpfarrkirche Christkönig |
| Martin-Luther-Platz 1 (Standort) | Evang.-luth. Martin-Luther-Kirche  | zentralisierender Bau über unregelmäßig-fünfeckigem Grundriss mit mehrfach gebrochenem Zeltdach und eingestelltem, fünfeckigem Glockenturm, Hauptfassade als Einfriedungsmauer eines Pfarrgartens weitergeführt, westlich Verbindungsbau mit Sakristei, eingeschossiger Pultdachbau, nach Plänen von Gustav Gsaenger, 1962–64; mit Ausstattung; sog. Fischbrunnen, Granitbecken, Brunnensäule mit Bronzefischen, von Bildhauer Hermann Brunotte, 1965. | D-1-83-148-31 | BW                                 |

### Asbach
| Lage                 | Objekt                     | Beschreibung                                                                  | Akten-Nr.    | Bild |
| -------------------- | -------------------------- | ----------------------------------------------------------------------------- | ------------ | ---- |
| Asbach 33 (Standort) | Stadel eines Vierseithofes | Flachsatteldachbau mit Bohlenwand und Bundwerk, erste Hälfte 19. Jahrhundert. | D-1-83-148-1 | BW   |
| Asbach 35 (Standort) | Getreidekasten             | Freistehender kleiner Blockbau mit Flachsatteldach, 18./19. Jahrhundert.      | D-1-83-148-2 | BW   |

### Ebing
| Lage                            | Objekt                              | Beschreibung | Akten-Nr.     | Bild                                |
| ------------------------------- | ----------------------------------- | --- | ------------- | ----------------------------------- |
| Ebing 92 (Standort)             | Hütte eines ehemaligen Dreiseithofs | Flachsatteldachbau mit Bundwerk über massivem Erdgeschoss, bezeichnet mit dem Jahr 1804. | D-1-83-148-4  | Hütte eines ehemaligen Dreiseithofs |
| Ebing 97b; Ebing 102 (Standort) | Ehemaliges Wohnstallhaus            | Zweigeschossiger Satteldachbau mit Kniestock und Bundwerk über dem Wirtschaftsteil, erstes Viertel 19. Jahrhundert; Stadel, Ständerbohlenstadel mit Flachsatteldach, massivem Sockelgeschoss und Bundwerk, erbaut 1704, 1829 erweitert. | D-1-83-148-6  | weitere Bilder                      |
| Ebing 99 (Standort)             | Stadel                              | Querstehender, beidseitig verkürzter Bundwerkstadel mit Flachsatteldach, Ende 18. Jahrhundert. | D-1-83-148-5  | BW                                  |
| Ebing 105 (Standort)            | Mitterstallhaus                     | Zweigeschossiger unverputzter Blockbau mit Flachsatteldach, massivem Sockel bzw. Stallteil, Bundwerk und profilierten Bügen, im Kern 1786.                                                                                              | D-1-83-148-7  | weitere Bilder                      |
| Ebing 108 (Standort)            |                                     | Ehemaliges Pfarrhaus, erdgeschossiger Walmdachbau mit Putzgliederung, von Theo Lechner und Fritz Norkauer, 1922. | D-1-83-148-28 |                                     |
| Ebing 113 (Standort)            | St. Martin                          | Katholische Filialkirche, gotischer Saalbau mit eingezogenem Polygonalchor und Westturm, erste Hälfte 15. Jahrhundert, im 18. Jahrhundert barockisiert, Turmoberteil 18. Jahrhundert; mit Ausstattung.                                  | D-1-83-148-8  | weitere Bilder                      |

### Föhrenwinkel
| Lage                                                      | Objekt                                        | Beschreibung | Akten-Nr.     | Bild           |
| --------------------------------------------------------- | --------------------------------------------- | --- | ------------- | -------------- |
| Meisenweg 1, 1 a, 1 b, 1 c, 1 d, Amselweg 2, 6 (Standort) | Zentraler Bereich des ehemaligen Frauenlagers | Im Zusammenhang mit den im Waldgebiet Mühldorfer Hart getarnt angelegten nationalsozialistischen Rüstungswerken errichtetes Konzentrationslager, nach Gesamtentwurf von Emil Freymuth, 1939–41; Ehemalige Lagerpforte und -verwaltung (Falkenring 1–19 bzw. 6–22), auf abgewinkeltem Grundriss dreiseitig um zentrale Freifläche angeordnete, erdgeschossige Satteldach-Zeilenbauten; nördlich ehemaliger Gemeinschaftsbau (u. a. Lagerkantine), jetzt Verwaltungsbau der Stadtwerke Waldkraiburg, eingeschossiger Saalbau mit hohem Satteldach und rückseitig angeschlossenen Wirtschaftsflügeln; nördlich ehemaliges Wäschereigebäude, erdgeschossiger Steilsatteldachbau. | D-1-83-148-26 | weitere Bilder |

### Hausing
| Lage                | Objekt        | Beschreibung                                                                                         | Akten-Nr.     | Bild |
| ------------------- | ------------- | --- | ------------- | ---- |
| Oberfeld (Standort) | Kapelle       | Neugotischer kleiner Satteldachbau mit Dachreiter, drittes Viertel 19. Jahrhundert; mit Ausstattung. | D-1-83-148-11 | BW   |
| Oberfeld (Standort) | Heiligenfigur | Barocke Holzskulptur in Kapellenneubau, 18. Jahrhundert.                                             | D-1-83-148-12 | BW   |

### Niederndorf
| Lage                        | Objekt  | Beschreibung | Akten-Nr.     | Bild |
| --------------------------- | ------- | --- | ------------- | ---- |
| Kapellenstraße 2 (Standort) | Kapelle | Kleiner neugotischer Satteldachbau, zweite Hälfte 19. Jahrhundert, mit Gedächtnistafel zur Erinnerung an den Innübergang Napoleons, 1801. | D-1-83-148-13 | BW   |

### Pürten
| Lage                 | Objekt                                                        | Beschreibung | Akten-Nr.     | Bild            |
| -------------------- | ------------------------------------------------------------- | --- | ------------- | --------------- |
| Pürten 1 (Standort)  | Katholische Pfarr- und Wallfahrtskirche St. Mariä Himmelfahrt | unverputzter Tuffquaderbau mit Polygonalchor, südlich angrenzender Gnadenkapelle und Westturm, gotischer Neubau im 15. Jahrhundert unter Einbeziehung der romanischen Südseite bzw. der unteren Turmgeschosse, Gnadenkapelle 1628 bzw. Kirchenbau 1757 barockisiert; mit Ausstattung. | D-1-83-148-14 | weitere Bilder  |
| Pürten 1 (Standort)  | St. Michael                                                   | Friedhofskapelle, spätgotischer Satteldachbau mit Westturm, erbaut 1572, um 1770/80 barockisiert; mit Ausstattung. | D-1-83-148-15 | weitere Bilder  |
| Pürten 2 (Standort)  | Pfarrhof                                                      | Zweigeschossiger Satteldachbau mit Treppengiebel, im Kern wohl noch 16. Jahrhundert. | D-1-83-148-16 | Pfarrhof        |
| Pürten 7 (Standort)  | Kleinbauernhaus                                               | Erdgeschossiger Blockbau mit Flachsatteldach, wohl Ende 17. Jahrhundert. | D-1-83-148-17 | Kleinbauernhaus |
| Pürten 8 (Standort)  | Beim Weikl                                                    | Bundwerkstadel mit Flachsatteldach, bezeichnet mit dem Jahr 1848. | D-1-83-148-18 | Beim Weikl      |
| Pürten 56 (Standort) | Ehemaliges Bauernhaus                                         | Erdgeschossiger Mitterstallbau mit Flachsatteldach und Blockbau-Kniestock, im Kern 18. Jahrhundert. | D-1-83-148-21 | BW              |

### Sankt Erasmus
| Lage                         | Objekt      | Beschreibung | Akten-Nr.     | Bild           |
| ---------------------------- | ----------- | --- | ------------- | -------------- |
| Trenbachstraße 10 (Standort) | St. Erasmus | Katholische Filialkirche, spätgotischer Saalbau mit eingezogenem Polygonalchor und Westturm, im 18. Jahrhundert barockisiert; mit Ausstattung. | D-1-83-148-24 | weitere Bilder |

### Wörth
| Lage                | Objekt      | Beschreibung                                               | Akten-Nr.     | Bild           |
| ------------------- | ----------- | ---------------------------------------------------------- | ------------- | -------------- |
| Wörth 73 (Standort) | Feldkapelle | Kleiner Satteldachbau mit Putzgliederung, 19. Jahrhundert. | D-1-83-148-25 | weitere Bilder |

## Ehemalige Baudenkmäler
In diesem Abschnitt sind Objekte aufgeführt, die früher einmal in der Denkmalliste eingetragen waren, jetzt aber nicht mehr. Objekte, die in anderem Zusammenhang – also z. B. als Teil eines Baudenkmals – weiter eingetragen sind, sollen hier nicht aufgeführt werden. Aktennummern in diesem Abschnitt sind ehemalige, jetzt nicht mehr gültige Aktennummern.

| Lage                    | Objekt                      | Beschreibung                                                                                                  | Akten-Nr.     | Bild |
| ----------------------- | --------------------------- | --- | ------------- | ---- |
| Rausching 70 (Standort) | Wohnteil eines Bauernhauses | Zweigeschossiger Flachsatteldachbau mit Blockbau-Obergeschoss und Traufschrot, zweite Hälfte 17. Jahrhundert. | D-1-83-148-22 | BW   |